# Taylor County, Georgia
Taylor County är ett administrativt område i delstaten Georgia, USA, med 8 906 invånare (2010). Den administrativa huvudorten (county seat) är Butler. 

## Geografi
Enligt United States Census Bureau har countyt en total area på 983 km². 977 km² av den arean är land och 6 km² är vatten.

### Angränsande countyn
- Upson County - nord
- Crawford County - nordost
- Peach County - öst
- Macon County - sydost
- Schley County - syd
- Marion County - sydväst
- Talbot County - nordväst